# Corps Guestfalia Greifswald
Das Corps Guestfalia Greifswald ist eine pflichtschlagende, farbentragende Studentenverbindung im Kösener Senioren-Convents-Verband (KSCV), dem zweitältesten Korporationsverband deutscher Studentenverbindungen, der im Jahr 1848 gegründet wurde. Die Mitglieder des Corps sind Studenten und Alumni der Universität Greifswald.
Entsprechend ihrer Konstitution können Studenten ungeachtet ihrer Nationalität, Konfession, Abstammung oder politischer Haltung Mitglieder des Corps werden. Die Corpsmitglieder werden als „Greifswalder Westfalen“ bezeichnet.

## Couleur und Sprüche
Das Corps Guestfalia Greifswald führt die Farben „grün-weiß-schwarz“ mit silberner Perkussion. Die Füchse tragen ein Band in den Farben „grün-weiß-grün“, ebenfalls mit silberner Perkussion. Die Farbe der Mütze ist grün.
Das Corps hat den Wahlspruch „Neminem time, neminem laede!“ (deutsch: „Fürchte niemanden und schade niemandem!“) sowie den Wappenspruch „Gladius ultor noster!“ (deutsch: „Das Schwert ist unser Rächer!“).

## Geschichte
Das Corps Guestfalia wurde am 9. Juli 1837 gestiftet. Mitte der 1840er Jahre suspendiert, wurde es am 10. Juni 1852 durch Greifswalder Preußen rekonstituiert. 1856 stellte Guestfalia den Vorort des KSCV.
Von 1880 bis 21. Februar 1885 war Guestfalia erneut suspendiert.
Bei der Gleichschaltung des KSCV 1933 führte Guestfalia wieder die Vorortgeschäfte. Der Vorortsprecher Mohr wurde faktisch durch den neu ernannten „Führer“ des KSCV Max Blunck entmachtet. Nachdem sich der Verband unter dem Druck des NS-Regimes aufgelöst hatte, stellte am 7. Oktober 1935 auch das Corps den Aktivenbetrieb ein. Die Altherrenschaft unterstützte den Aufbau der SC-Kameradschaft Yorck, die sich stärker an das frühere Corps Borussia anlehnte. Sie bestand bis März 1945. Wegen der politischen Verhältnisse auf dem Gebiet der DDR war eine Rekonstitution in Greifswald nach Kriegsende ausgeschlossen. Die Altherrenschaft betrieb daher die Vereinigung mit dem ältesten Kartellcorps, Guestphalia Bonn zum Corps Guestphalia Bonn und Greifswald zu Bonn. Sie wurde am 27. Januar 1951 vollzogen. In der Fusion beider Corps wurden die Greifswalder Traditionen fortgeführt.
Am 10. Juni 1993 konnte Guestfalia in Greifswald rekonstituieren.

## Auswärtige Beziehungen
Das Corps Guestfalia Greifswald wird auf Grund seiner Verhältnisse in der inoffiziellen Einteilung der Kösener Corps zum „Blauen Kreis“ gezählt. Die Corps des „Blauen Kreises“ führen das sogenannte Gesellschaftsprinzip, d. h. die Pflege des gesellschaftlichen Lebens an dem jeweiligen Hochschulort. Im Zuge dessen werden Bälle und Partys, Vorträge und andere kulturelle Veranstaltungen angeboten, zu denen die gesamte Studentenschaft eingeladen ist.
Die Kartellcorps der Guestfalia sind Guestphalia Bonn, Marchia Berlin, Masovia Königsberg zu Potsdam, Palaiomarchia-Masovia Kiel und Moenania Würzburg. Dazu bestehen befreundete Verhältnisse mit Palaiomarchia Halle, Rhenania Freiburg, Normannia Königsberg (1889 suspendiert) und Borussia Breslau (~1840–1877, für beide Seiten das älteste Verhältnis).

## Corpshaus

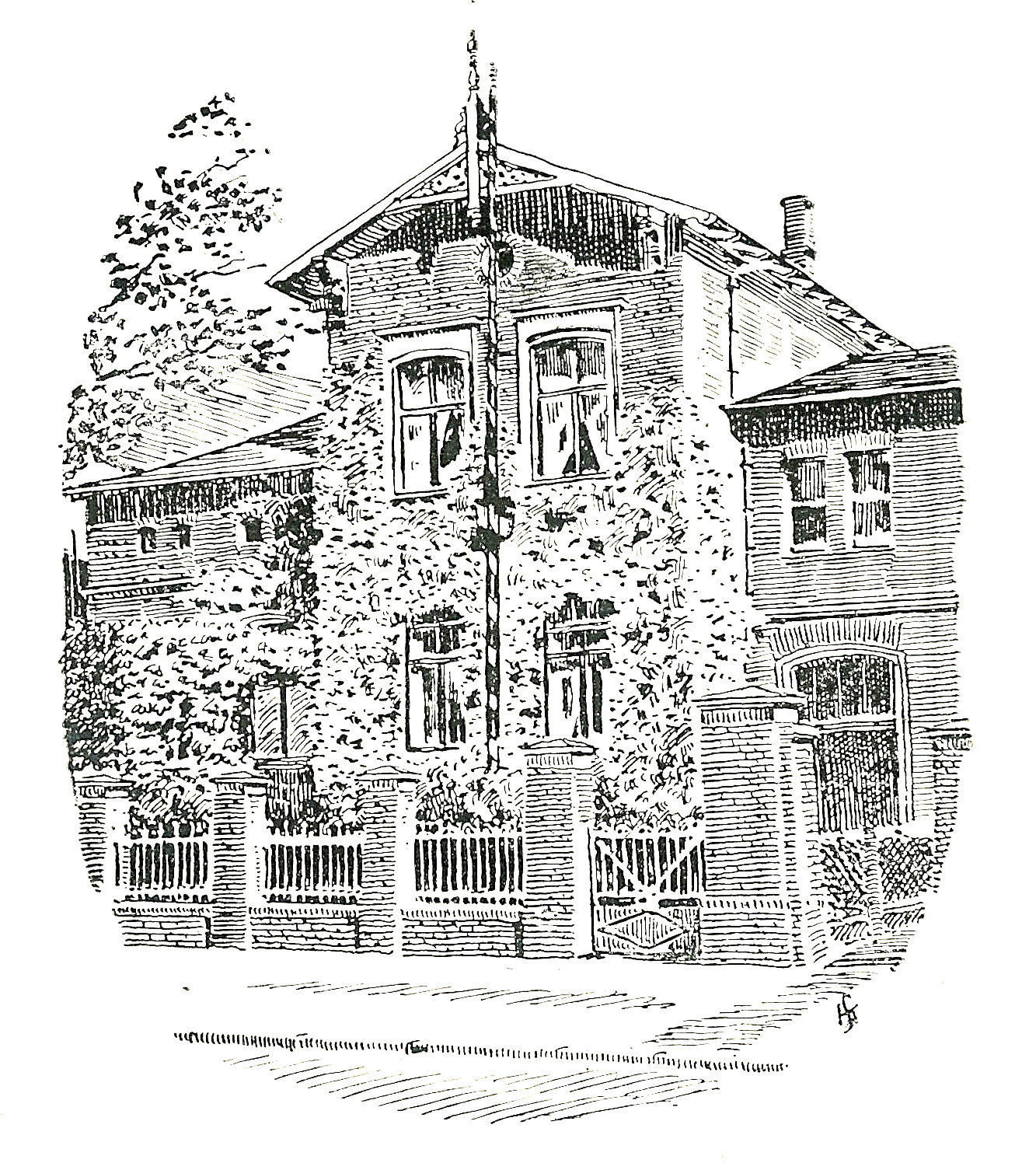
Erstes Corpshaus der Guestfalia in der Stralsunder Straße 9

Über ein eigenes Korporationshaus in der Stralsunder Straße 9 verfügte das Corps seit 1905.

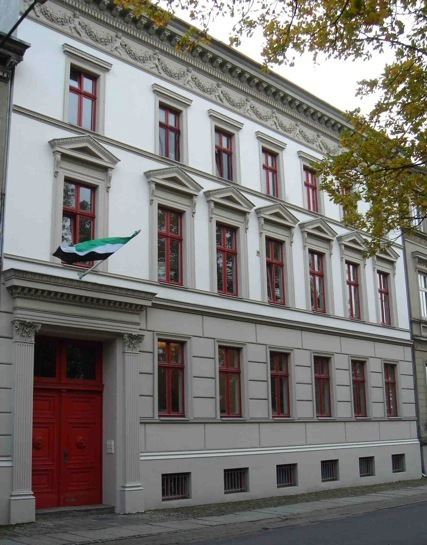
Heutiges Corpshaus am Karl-Marx-Platz 16

Seit dem Wintersemester 2000 hat das Corps seinen Sitz im Corpshaus am Karl-Marx-Platz 16 in Greifswald.

## Mitglieder
- Karl Alisch (1834–1895), Landgerichtsrat, Mitglied des Preußischen Abgeordnetenhauses
- Otto Beumer (1849–1918), Professor für gerichtliche Medizin und Hygiene an der Universität Greifswald
- Oskar Beyersdorff (1830–1887), Sanitätsrat, Mitglied des Preußischen Herrenhauses
- Heinrich Börger († 1921), Professor in Berlin, Leibarzt des Königs von Siam Chulalongkorn
- Heinrich Bonnenberg (1938–2023), Energie- und Umweltingenieur und Manager bundeseigener Unternehmen
- Gisbert von Bonin (1841–1913), Mitglied des Preußischen Herrenhauses, Sachsen-Coburg-Gothaischer Staatsminister
- Curt Bräuer (1889–1969), Diplomat
- Otto Braehmer (1838–1902), Mediziner, Gründer und Ehrenvorsitzender des Vereins Deutscher Bahnärzte
- Hermann Butzer (* 1961), Jurist, Hochschullehrer in Hannover
- Ludwig Denecke (1905–1996), Germanist und Handschriftenbibliothekar, Brüder Grimm-Forscher
- Ernst Franke (1856–1925), Augenarzt
- Franz Gesellius (1840–1900), Arzt und Journalist
- Hermann Gocht (1869–1938), Orthopäde und Hochschullehrer
- Klaus Haack (1933–2015), Jurist, Präsident des Oberverwaltungsgerichts Mecklenburg-Vorpommern
- Robert Helm (1879–1955), Tuchindustrieller und Kommunalpolitiker
- Erich Hossenfelder (1875–1935), 1930–1932 Gesandter in Abessinien, 1933 zwangspensioniert
- Otto Jaekel (1863–1929), Paläontologe und Geologe, Hochschullehrer in Greifswald und Kanton/China
- Ferdinand Jensch (1829–1903), Landgerichtsdirektor, Mitglied des Preußischen Abgeordnetenhauses
- Wolfgang Kraus (1887–1952), Journalist und Schriftsteller; Chronist des Corps
- Jörg Kürschner (* 1951), Jurist, Redakteur des MDR, Vorsitzender des Fördervereins der Gedenkstätte Berlin-Hohenschönhausen
- Hugo von Leipziger († 1896), herzoglich Altenburgischer Staatsminister
- Friedrich Loeffler (1852–1915), Begründer der Virologie, Entdecker des Diphtherie-Erregers
- Christian Meisner (1868–1944), Rechtsanwalt und Politiker (DDP), Mitglied der Weimarer Nationalversammlung
- Manfred Monjé (1901–1981), Sinnesphysiologe
- Victor Niemeyer (1863–1949), Rechtsanwalt und Notar, Freiballonfahrer, Ehrenbürger der Stadt Essen
- Eduard Schmitz (1838–1895), Verwaltungsjurist, Landrat der Kreise Wiedenbrück und Gladbach
- Friedrich Eberhard Schnapp (1938–2022), Sozialrechtler und Hochschullehrer
- Ernst Reinhold Solger (1817–1866), Mitglied der Preußischen Nationalversammlung, Staatssekretär im Schatzministerium der USA
- Hans Storck (1898–1982), Orthopäde, Hochschullehrer, Gründer des Kneipp-Rheuma-Bades Endbach
- Ernst Wahner (1821–1908), Philologe und Gymnasiallehrer
- Oskar Witzel (1856–1925), Chirurg
- Bernhard Wuermeling (1821–1868), Justizrat, Mitglied des Preußischen Abgeordnetenhauses